# 金帶緋鯉
金帶緋鯉為輻鰭魚綱鱸形目鱸亞目鬚鯛科的其中一種，分布印度西太平洋區，包括菲律賓、印尼及澳洲海域，體長可達30公分，生活在沙底質有海草生長的海域，屬肉食性，可做為食用魚。